# Фінта
Фінта (рум. Finta) — комуна у повіті Димбовіца в Румунії. До складу комуни входять такі села (дані про населення за 2002 рік):
- Бекінешть (707 осіб)
- Гебоая (2314 осіб)
- Фінта-Веке (235 осіб)
- Фінта-Маре (1412 осіб) — адміністративний центр комуни

Комуна розташована на відстані 45 км на північний захід від Бухареста, 30 км на південний схід від Тирговіште, 97 км на південь від Брашова.

## Населення
За даними перепису населення 2002 року у комуні проживали 4668 осіб.
Національний склад населення комуни:
| Національність | Кількість осіб | Відсоток |
| -------------- | -------------- | -------- |
| румуни         | 4651           | 99,6%    |
| цигани         | 15             | 0,3%     |
| угорці         | 1              | < 0,1%   |

Рідною мовою назвали:
| Мова      | Кількість осіб | Відсоток |
| --------- | -------------- | -------- |
| румунська | 4666           | > 99,9%  |
| німецька  | 1              | < 0,1%   |

Склад населення комуни за віросповіданням:
| Релігія                                       | Кількість осіб | Відсоток |
| --------------------------------------------- | -------------- | -------- |
| православні                                   | 4651           | 99,6%    |
| лютерани                                      | 10             | 0,2%     |
| реформати                                     | 2              | < 0,1%   |
| лютерани (Синодально-пресвітеріанська церква) | 2              | < 0,1%   |
| мусульмани                                    | 1              | < 0,1%   |
| бретрени                                      | 1              | < 0,1%   |
| атеїсти                                       | 1              | < 0,1%   |

## Зовнішні посилання
- Дані про комуну Фінта на сайті Ghidul Primăriilor [Архівовано 15 червня 2012 у Wayback Machine.]